# Pierolapithecus
Pierolapithecus era um gênero de primata quadrúpede descoberta em dezembro de 2002 por uma equipe de paleoantropólogos espanhóis dirigidos por Salvador Moyà-Solà. O único indivíduo conhecido, que viveu até uns 13 milhões de anos, uma época ainda pouco estudada, foi batizado como Pau. Sua importância estaria em que poderia ser o ancestral comum do homem e dos grandes símios (gorilas, chimpanzés, bonobos e orangotangos).
A descrição do descobrimento foi publicada pela primeira vez na edição de 19 de novembro de 2004 da revista Science. O nome genérico se originou da localização do descobrimento no município catalão de Els Hostalets de Pierola.

## A descoberta
Em 5 de dezembro de 2002, durante as obras de ampliação de uma rua do vertedouro de Can Mata, em Els Hostalets de Pierola (Barcelona, Espanha), descobriu-se um crânio e uma dezena de dentes de um antropoide. Tratava-se de um macho com peso corporal estimado entre 30 e 35 kg que tinha cerca de 12 e 13 milhões de anos que havia sido devorado por carnívoros. A grande importância da descoberta reside em sua faixa cronológica, na qual deveria existir o antepassado comum dos grandes antropoides atuais.
Após a primeira campanha de escavação do sítio entre maio e julho de 2003 dirigida pelo paleontólogo Salvador Moyà Solà, do Instituto de Paleontologia Miquel Crusafont de Sabadell, recebeu a visita ao final de junho de F. Clark Howell, codiretor do Laboratório de Estudos Humanos da Universidade da Califórnia em Berkeley. Ao fim da escavação, foram recuperados 40 fósseis, cuja análise não estaria acabada até o final do ano. Porém, a análise inicial já indicava que se trata de um antropoide que abriu a via evolutiva da humanidade, por descer das árvores em posição vertical. Essa espécie poderia, portanto, ser um ancestral comum de humanos, chimpanzés, gorilas e orangotangos.
Entre os restos destacam-se o crânio, um fragmento maxilar, a rótula, o que parece ser um fragmento de fêmur, meia clavícula e fragmentos das costelas, que permitiram reconstruir o tórax. Além de um fragmento de pélvis, que ajudou a identificar o tipo de locomoção e ossos de pés e mãos, esclarecendo como ele se agarrava às árvores. São precisamente estes últimos os que indicam que tal espécime se encontra envolvido na evolução humana. As falanges de suas mãos são maiores que as dos pés, igual ao que ocorre nos símios que se penduram nos galhos, como os orangotangos, e não nos  dos macacos quadrúpedes.
O antropoide já havia sido batizado com o nome de Pau, que no idioma catalão tem um duplo significado. A parte de tratar-se do nome próprio castelhano, Pablo, que significa Paz, dado que o antropoide foi encontrado ao final das grandes movimentações contra a Guerra do Iraque (Segunda Guerra do Golfo) de abril de 2003.